# Щекино (Камешковский район)
Щекино — деревня в Камешковском районе Владимирской области России, входит в состав Вахромеевского муниципального образования.

## География
Деревня расположена на берегу реки Тальша в 1 км на северо-восток от центра поселения посёлка Имени Горького, в 15 км на север от райцентра Камешково.

## История
В XIX — первой четверти XX века деревня входила в состав Вознесенской волости Ковровского уезда, с 1926 года — в составе Тынцовской волости. В 1859 году в деревне числилось 11 дворов, в 1905 году — 27 дворов, в 1926 году — 49 дворов.
С 1929 года деревня являлась центром Щекинского сельсовета Ковровского района, с 1940 года — в составе Вахромеевского сельсовета Камешковского района, с 2005 года — в составе Вахромеевского муниципального образования.

## Население
| 1859 | 1905 | 1926 | 2002 | 2010 | 2021 |
| ---- | ---- | ---- | ---- | ---- | ---- |
| 89   | ↗182 | ↗277 | ↘64  | ↗71  | ↘60  |